# فرهاد
فرهاد (بالفارسية: فرهاد)، هي قرية في القری التابعة ریوند، في المنطقة الوسطى من نيسابور، خراسان رضوي، إيران.
كان 1332 هجری شمسی قرية 132 نسمة؛ ولكن الآن هي غير مأهولة.